# Kemény Endre (politikus)
Magyargyerőmonostori báró Kemény Endre (Kolozsvár, 1845. november 28. – Magyarbükkös, 1898. október 5.) politikus, országgyűlési képviselő, író.

## Életpályája
Gyermekkorát Marosvásárhelyen töltötte. 1860-ban szüleivel visszatért Kolozsvárra; itt kezdte meg tanulmányait. 1865-ben végezte el a kolozsvári kollégiumot. 1865-ben Budapestre ment jogot hallgatni; jogot végzett, a bírói vizsgát is letette. 1880. július 5-én a Farkas utcai színház választmányi tagjává választották. 1881–1882 között a kolozsvári nemzeti háromas igazgatóság tagja volt. 1884–1898 között a marosújvári kerület szabadelvű országgyűlési képviselője volt. 1892-ben az Erdélyi Irodalmi Társaság tagja lett. 1896-ban keleti tanulmányúton vett részt.

## Családja
Szülei: Kemény György (1812–1896) és Bethlen Mária (1814–1895) voltak. Öt testvére volt: Ödön (1837–1921), Kálmán (1838–1918), Mária (1844–1884), Anna (1849–?) és Simon (1851–1928). 1869. szeptember 14-én Kolozsvárott házasságot kötött Barcsay Irmával (1849-1895). Öt gyermekük született: Olga (1870–1953), György (1872–1903), Balázs (1874–1874), Mária Róza (1883–1929) és Zoltán (1884–1889).

## Művei
- A lámpatorony
- A szerelem
- Késő bánat
- Tenger fiai
- Törvénytelen
- Nagy napokból
- Áldozat
- Eszményi szerelem
- Fivérek
- Gyilkosok
- Gólyakirály